# 後藤証厳
後藤 証厳（ごとう しょうげん、旧名：証悟、1965年2月26日 - ）は、大阪府、奈良県、和歌山県にまたがる葛城山脈を中心に活動する密教僧。葛城二十八宿の供奉僧。倶利伽羅剣不動、黒龍大神、白髭大明神、宇賀神、南山伝承の神仏に給仕する真言行人。

## 略歴
福岡県北九州市に生まれる。大阪市立日本橋小学校付属幼稚園、堺市立錦小学校、堺市立殿馬場中学校、真言宗の灌頂、
葛城山脈回峰行人、葛城霊峰の環境保全・啓発活動